# 珠江新城

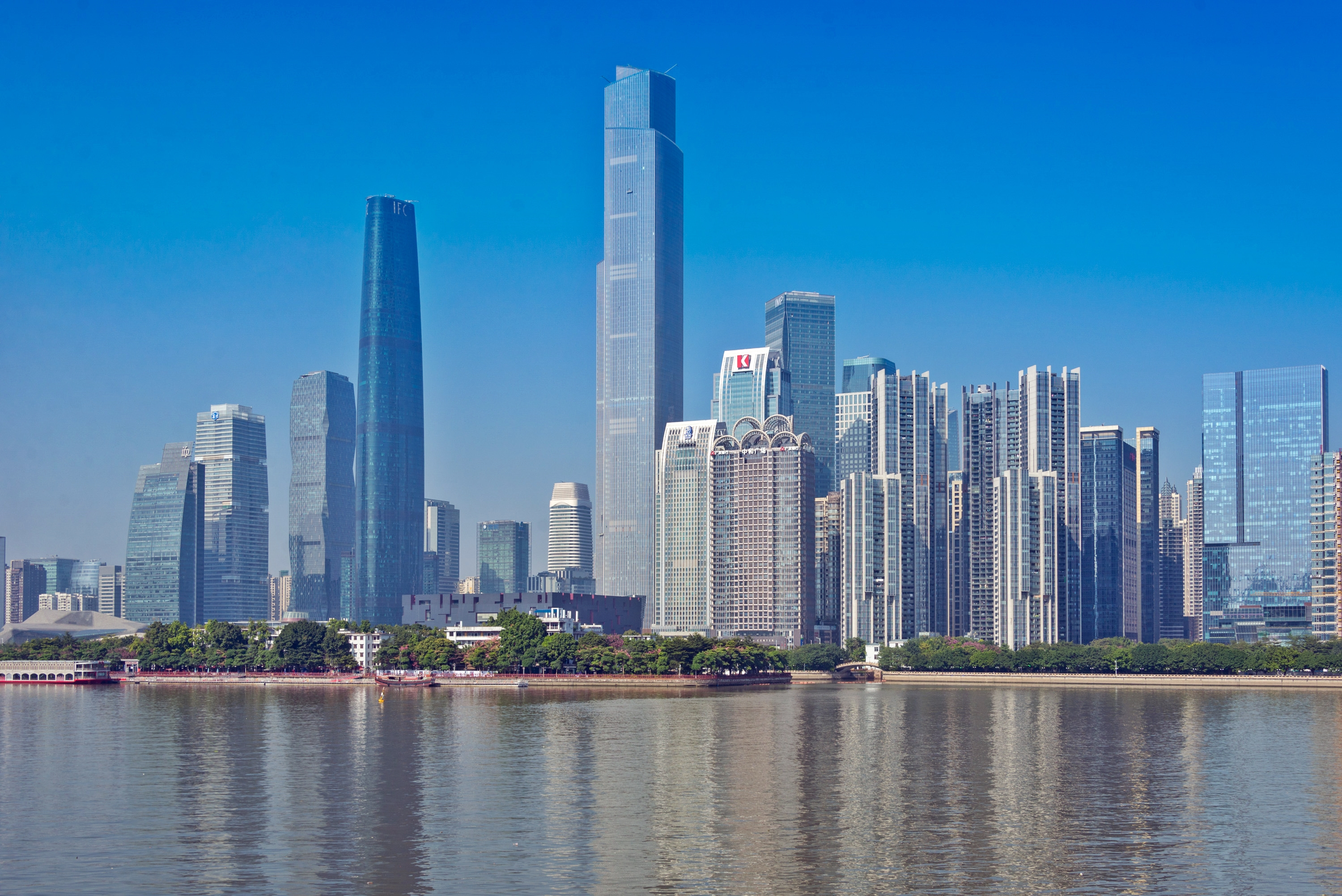
珠江新城建筑群（南面）

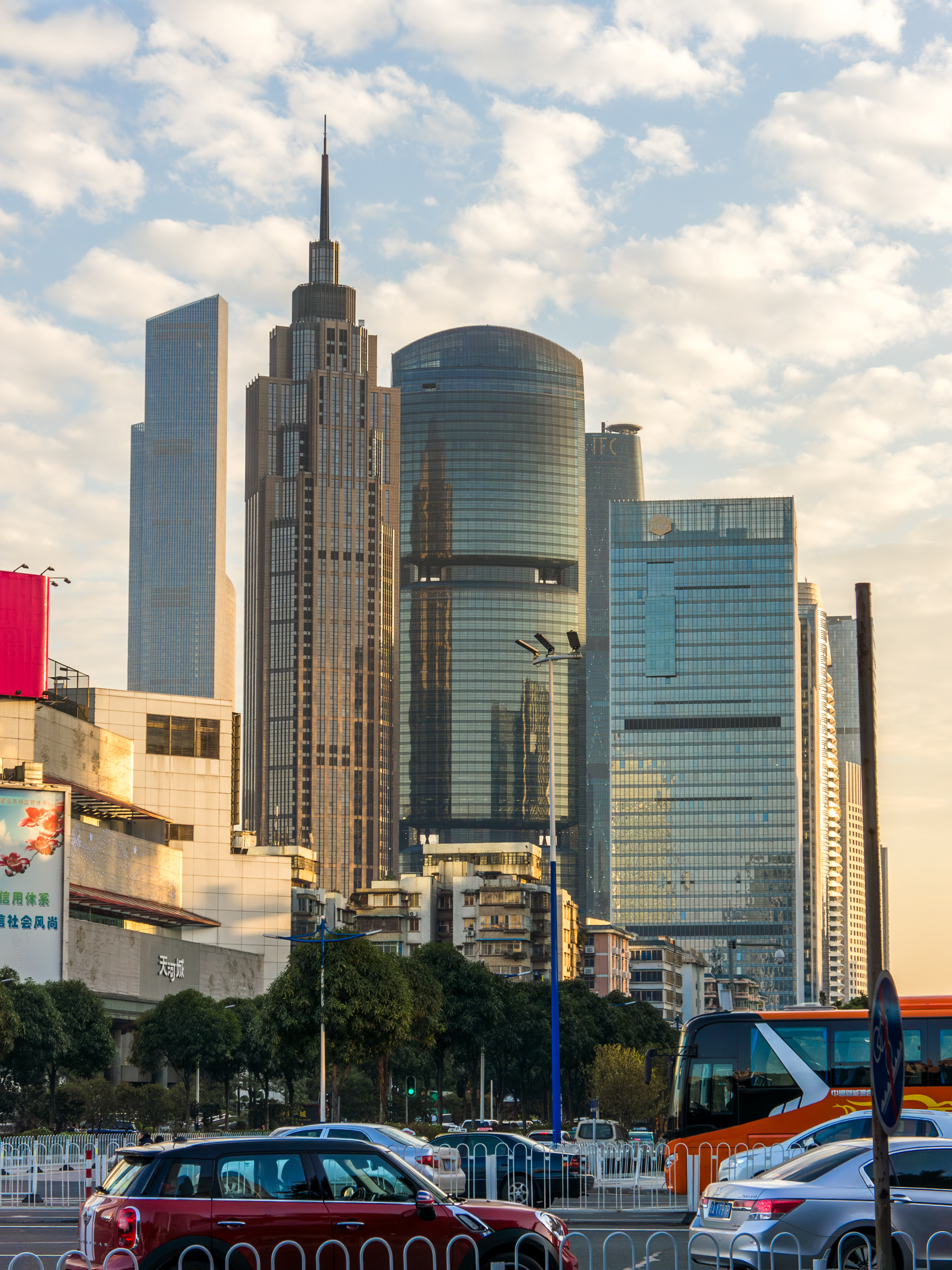
珠江新城建筑群（北面）

珠江新城（又称珠江新城中央商务区），位于中国广东省广州市天河区西部，东起华南快速干线、西至广州大道，南临珠江，北达黄埔大道，猎德街道和冼村街道辖区内，占地面积6.44平方公里，广州新城市中轴线贯穿其中。目标发展成为国际级水平的金融、贸易、商业、文娱、外事、行政区。以冼村路为界，分东、西两区：东区以住宅为主，西区以商务办公为主。
珠江新城由广州市政府于1993年启动规划，现已发展成为华南地区重要的商业活动中心，广州周大福金融中心、广州国际金融中心等多幢广州地标式建筑都坐落于此。

## 发展历程

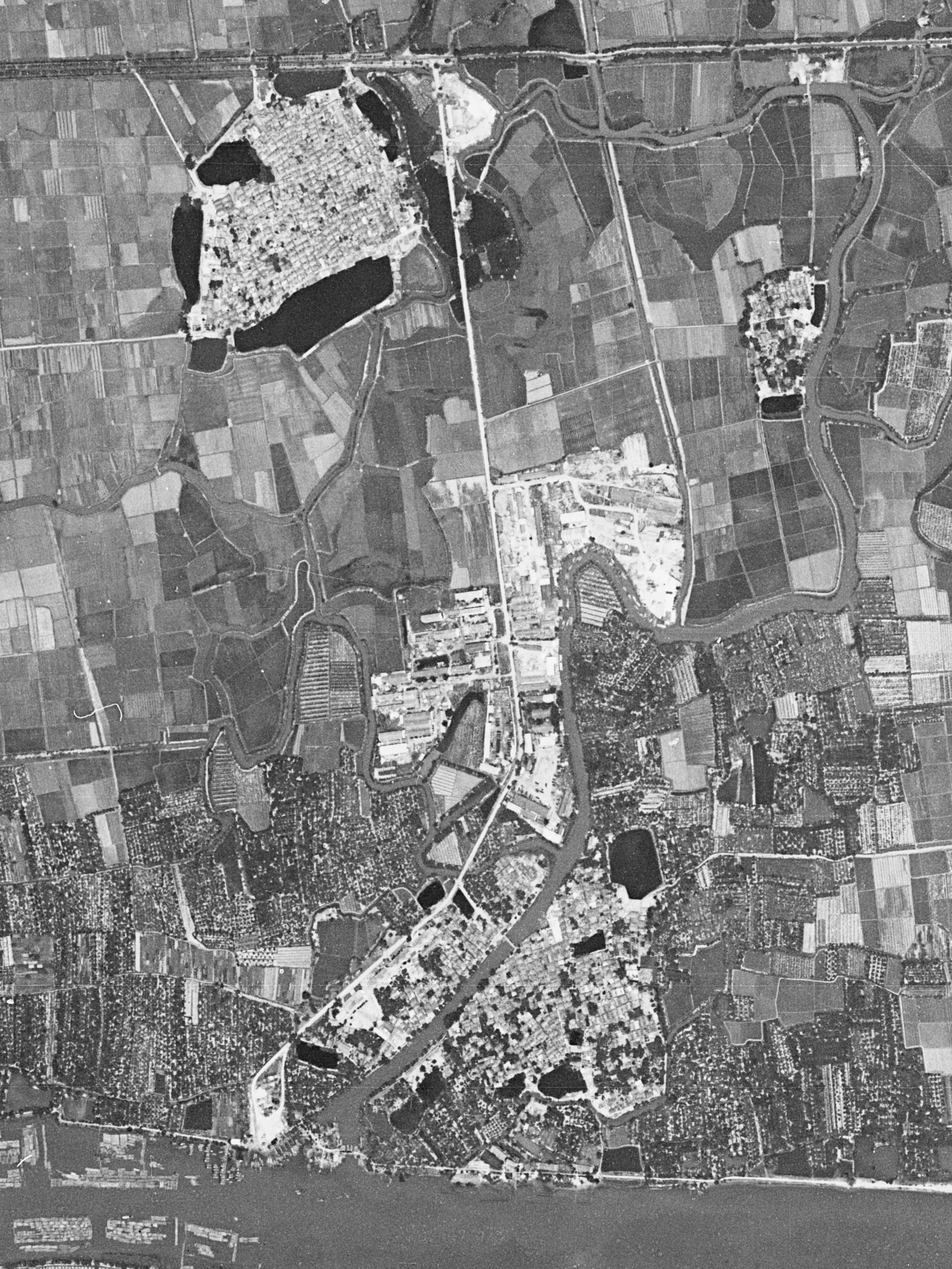
1966年猎德村（右下）和冼村（左上）卫星图

1990年代初期，在改革开放的背景下，广州经济迅速发展，城市空间结构已经发生了巨大的变化，一个新的商业及商务中心逐渐在以天河体育中心为核心的天河地区形成。同时，广州市政府提出「东进」和「建设国际化城市」的城市发展战略，要求“高标准、大规模发展第三产业”。因此，建设一个全新的城市中心——位于广州天河、越秀及海珠三区交界处的“珠江新城”就应运而生。

1992年初，广州市政府常务会议决定开发珠江新城，分别委托美国托马斯规划服务公司、香港梁柏濤建築師及城市規劃師以及广州市城市规划勘测设计院进行规划设计。1993年6月，广州市人民政府批准实施《广州新城市中心-珠江新城规划》，该规划以美国托马斯规划服务公司方案为基础，借鉴了纽约曼哈顿“方格道路+中央公园”的发展模式，一是建设一个与纽约中央公园相类似的珠江公园；二是规划一条从黄埔大道到珠江的中轴线，与天河体育中心、中信广场、广州火车东站等标志性建筑物呼应；三是划分为402个小地块，商务区沿中轴线布局、住宅区围绕珠江公园布置，中心区规划一条长128米的林荫大道，规划同时确定了珠江新城的未来发展目标是：「未来的广州新城市中心，综合商贸、金融、康乐及文化旅游、行政、外事等城市一级功能设施」。

珠江新城地区地图

珠江新城启动初期发展缓慢，为了给当时刚启动建设的广州地铁筹集更多资金，珠江新城提高开发强度，采用高密度、小地块、高容积率的开发模式，配套设施严重滞后，1997年亚洲金融危机后，珠江新城的商务写字楼开发一度陷入停滞。1999年，广州市提出对珠江新城进行规划检讨，由时任广州市城市规划勘测设计研究院总规划师袁奇峰担任项目负责人，2002年4月24日，《珠江新城规划检讨》经广州市城市规划审批领导小组会议审议通过，于2003年1月22日公布实施，是次规划对原珠江新城规划的地块划分和建设功能进行了适当调整，128米林荫大道改为“宝瓶状”的中央广场（花城广场），将地标性超高层建筑“双塔”从北面移至南面珠江边，并将大约400小型地块整合为约270个较大型的地块，增加了绿地和文化、医疗、教育等公共设施，同时改进公共交通，提出建设一个由高架行人天桥、地下隧道、地面商业街组成的步行系统，规划多条地铁通过中心区。
2004年，广州成功申办2010年亚运会，加上中国房地产业高速增长，珠江新城进入大规模建设时期，地标性超高层建筑“双塔”正式展开设计工作。经过多轮评选和市民投票，英国威尔森·艾尔建筑师事务所的“通透水晶”方案最终胜出。2005年8月，广州本土国企越秀集团获得珠江新城首座超高层商业综合体广州西塔开发运营权，2007年正式动工，2010年落成。2006年2月，花城广场地下空间动工建设，2010年亚运会开幕前，花城广场地面工程完成并向市民开放。2008年，广州东塔用地由香港发展商周大福集团取得，2016年10月建成，为广州第一高楼。

## 分区

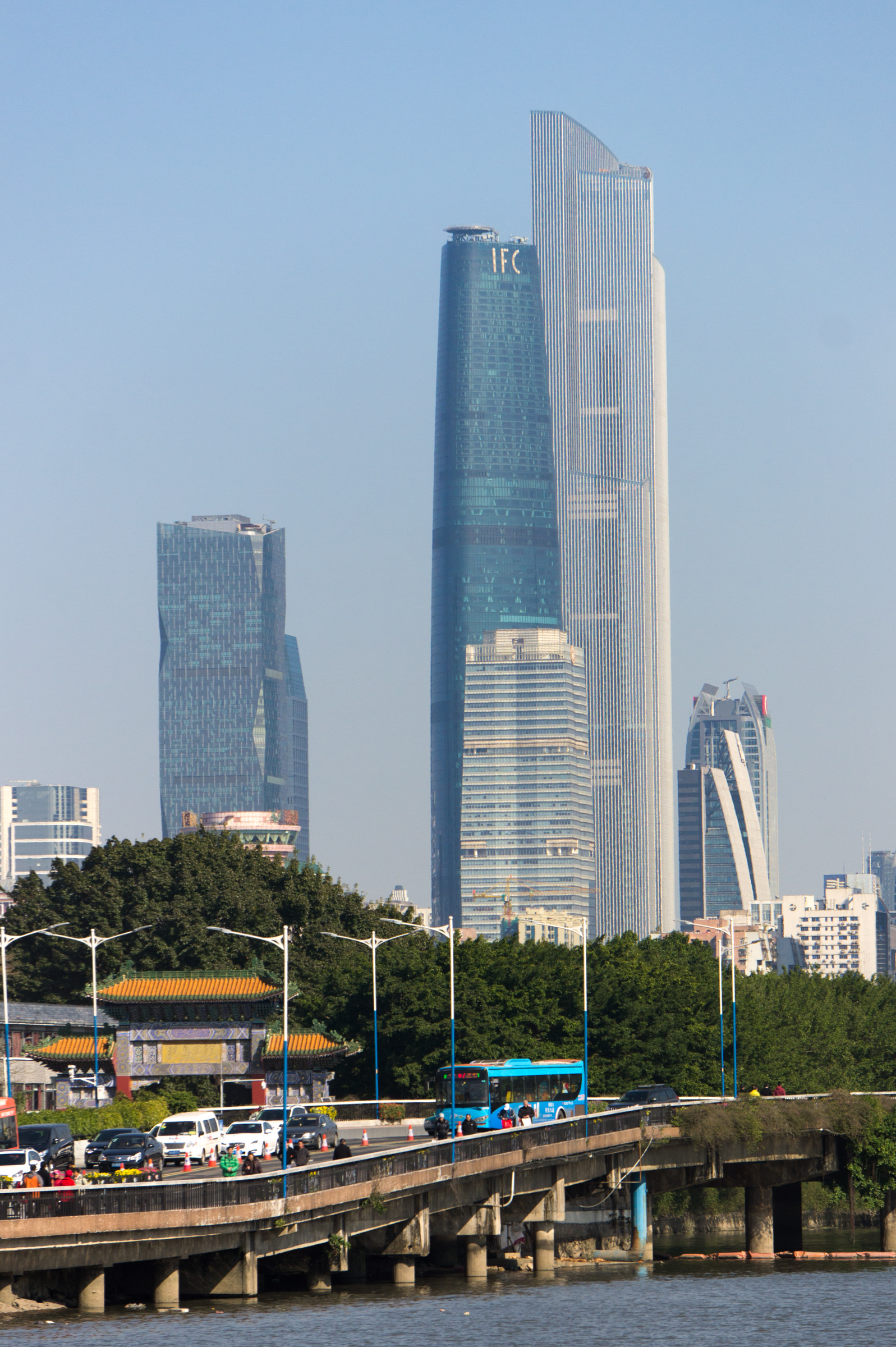
从西面远眺珠江新城建筑群

珠江新城以花城广场和猎德大道为分界线分为西区、中区、东区，分别对应广州地铁珠江新城站、猎德站、潭村站，在道路命名上，西区为“华X路”，中区为“兴X路”、“海X路”，东区为“平X路”。

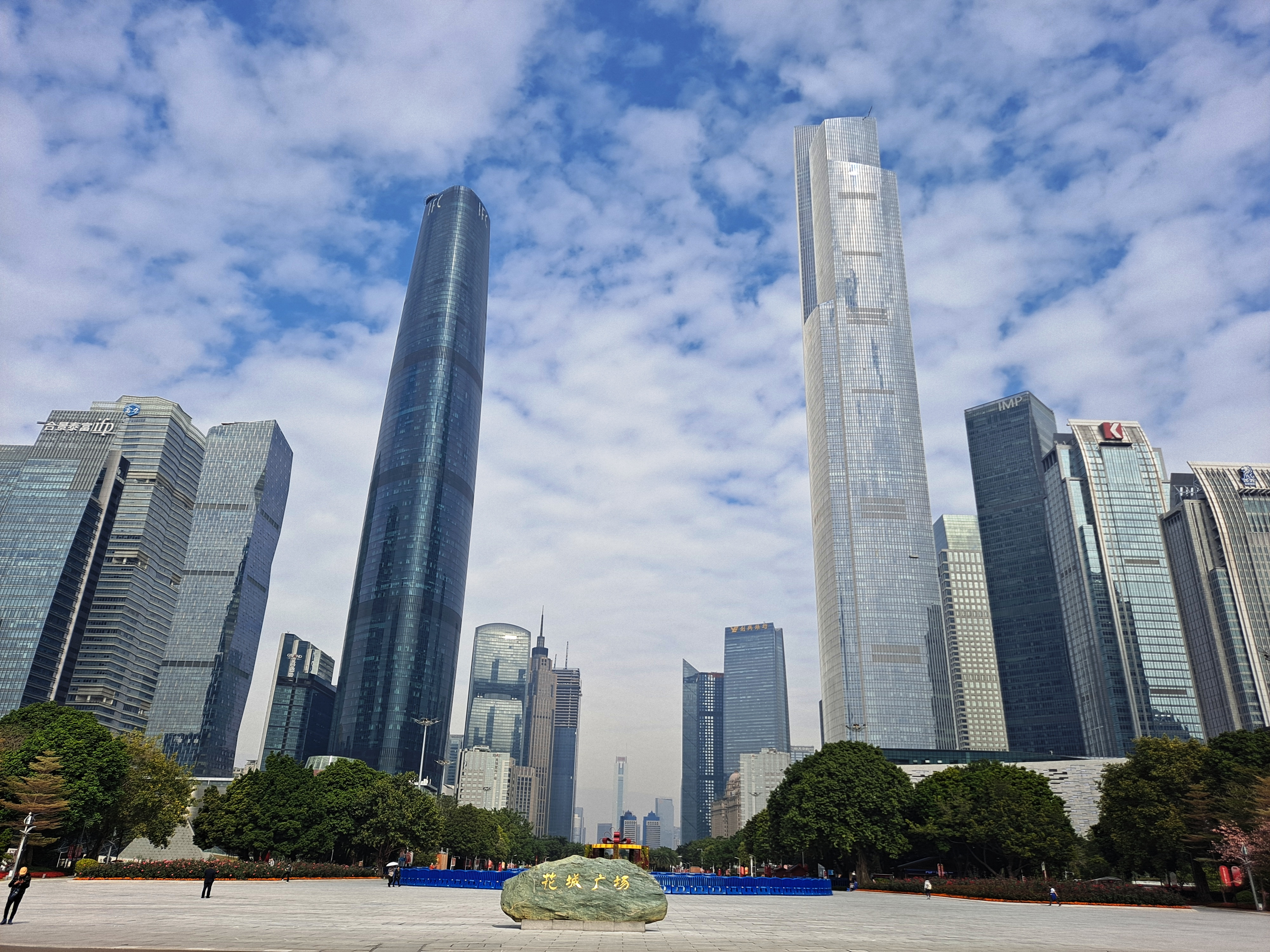
珠江新城的地标建筑：广州国际金融中心和广州周大福金融中心

### 商业
时至今日，珠江新城的商业发展已初具规模，ifc国金天地、高德置地广场、花城汇、天河领展广场、广州K11购物中心、天汇广场igc等几个大型购物中心已经开业，在部分写字楼、住宅的裙楼、地铺也有一些餐饮店、便利店，与成熟的天河路商圈对比，珠江新城的商业以本土百货为主，商业品牌同质化较严重。未来还有粤海天地等数个大型购物中心落成。

### 办公
在珠江新城核心区内共有39栋建筑，大部分是甲级写字楼，众多内外资公司、世界500强公司设立了地区总部、办事处，当中不乏上市公司的总部，如富力地产、合景泰富地产、恒大地产、越秀集团等。

### 酒店
珠江新城是广州市高端酒店最密集的地区之一，拥有多间国际奢华和豪华五星级酒店，未来还将有广州JW万豪酒店等落成。。
- 广州四季酒店
- 广州瑰丽酒店
- 广州富力丽思卡尔顿酒店
- 广州柏悦酒店
- 广州W酒店
- 广州卓美亚酒店
- 广州富力君悦酒店
- 广州康莱德酒店
- 广州英迪格酒店

## 公共服务设施

### 政府机构
广州市检察院、广东省检察院、广东省检验检疫局、广州海关、广州市政务服务中心、广州市房地产交易登记中心、广州市地方税务局、广州市财政局等多个政府机构设在珠江新城。

### 文化艺术设施

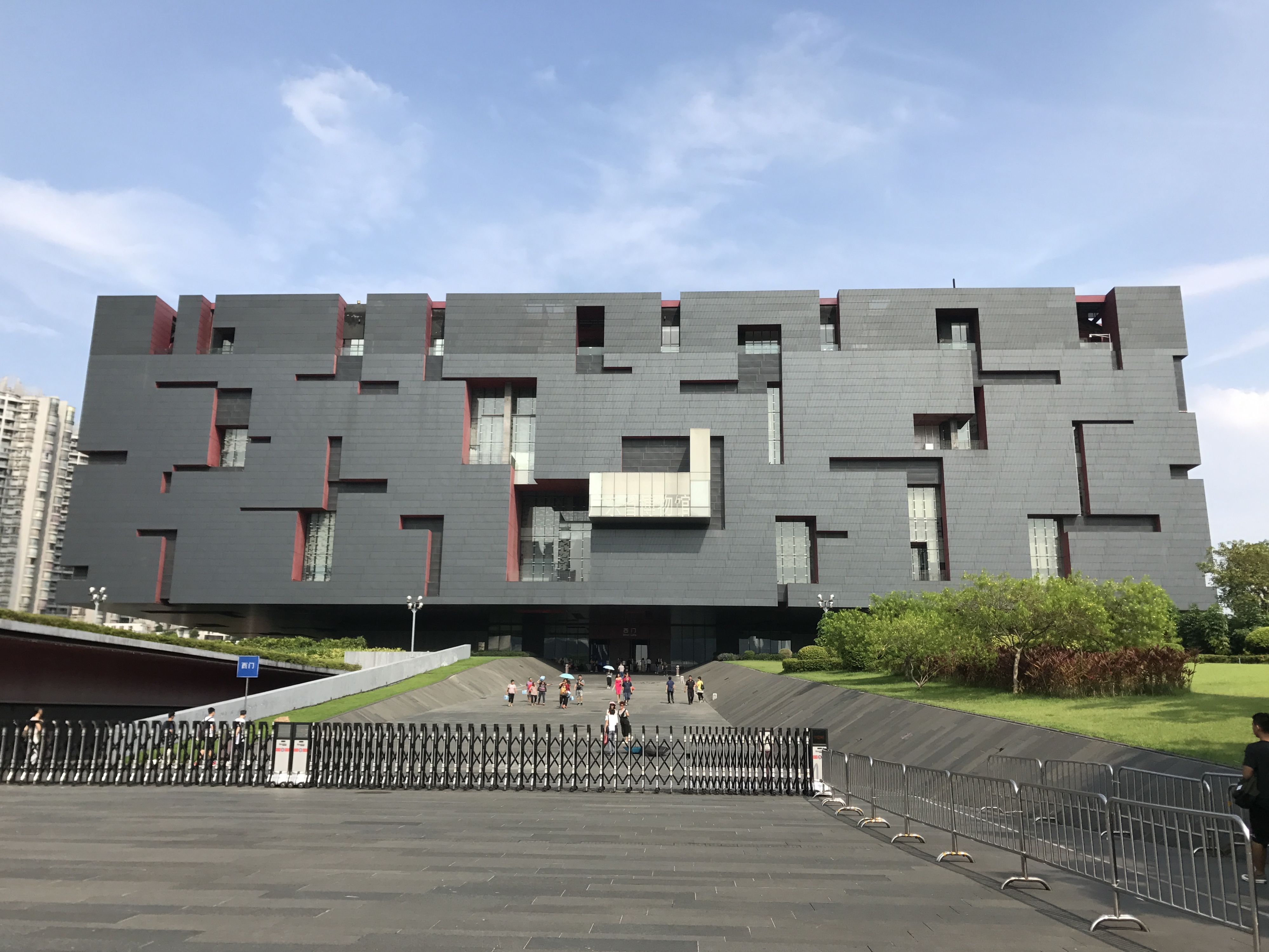
广东省博物馆新馆全景
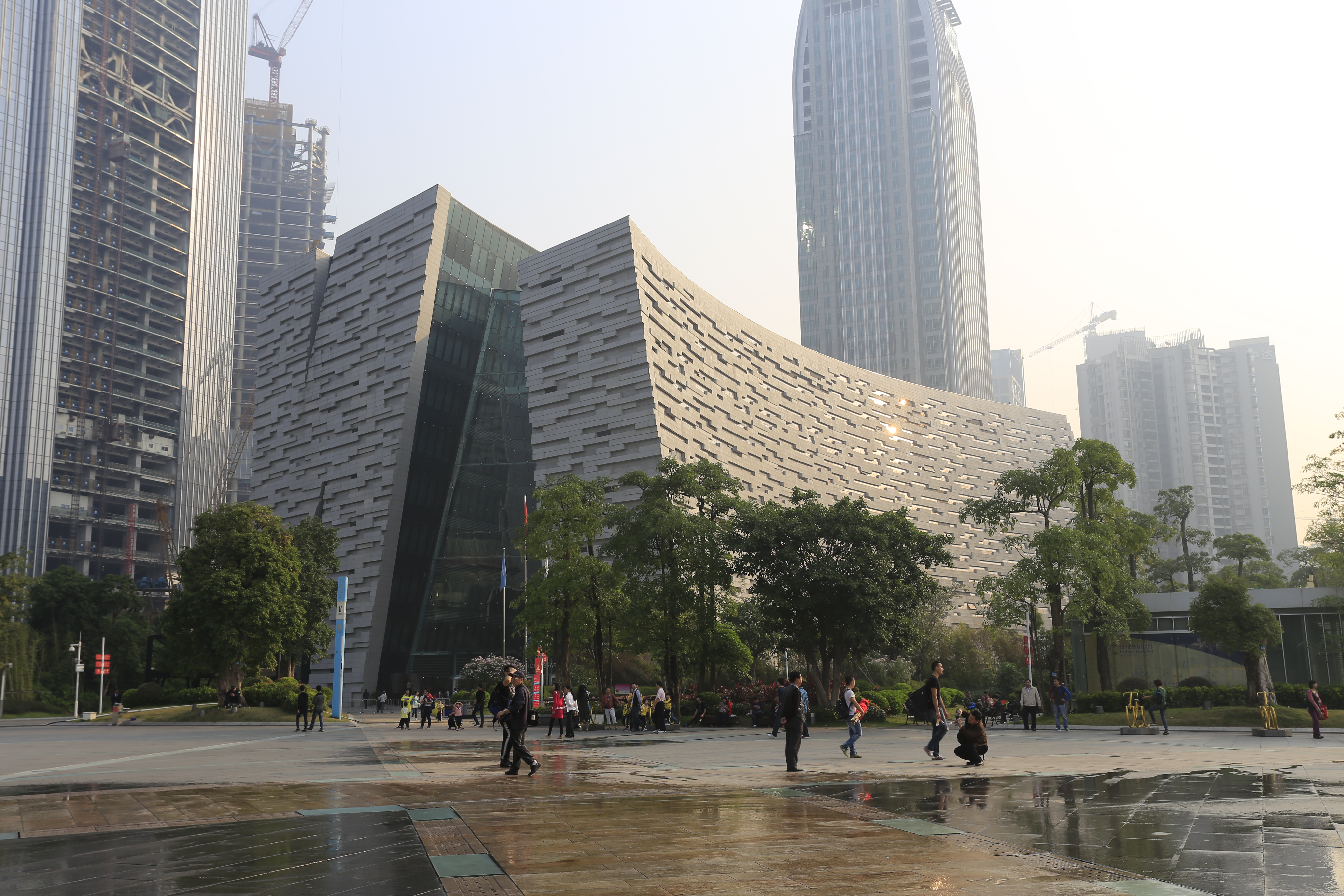
广州图书馆新馆
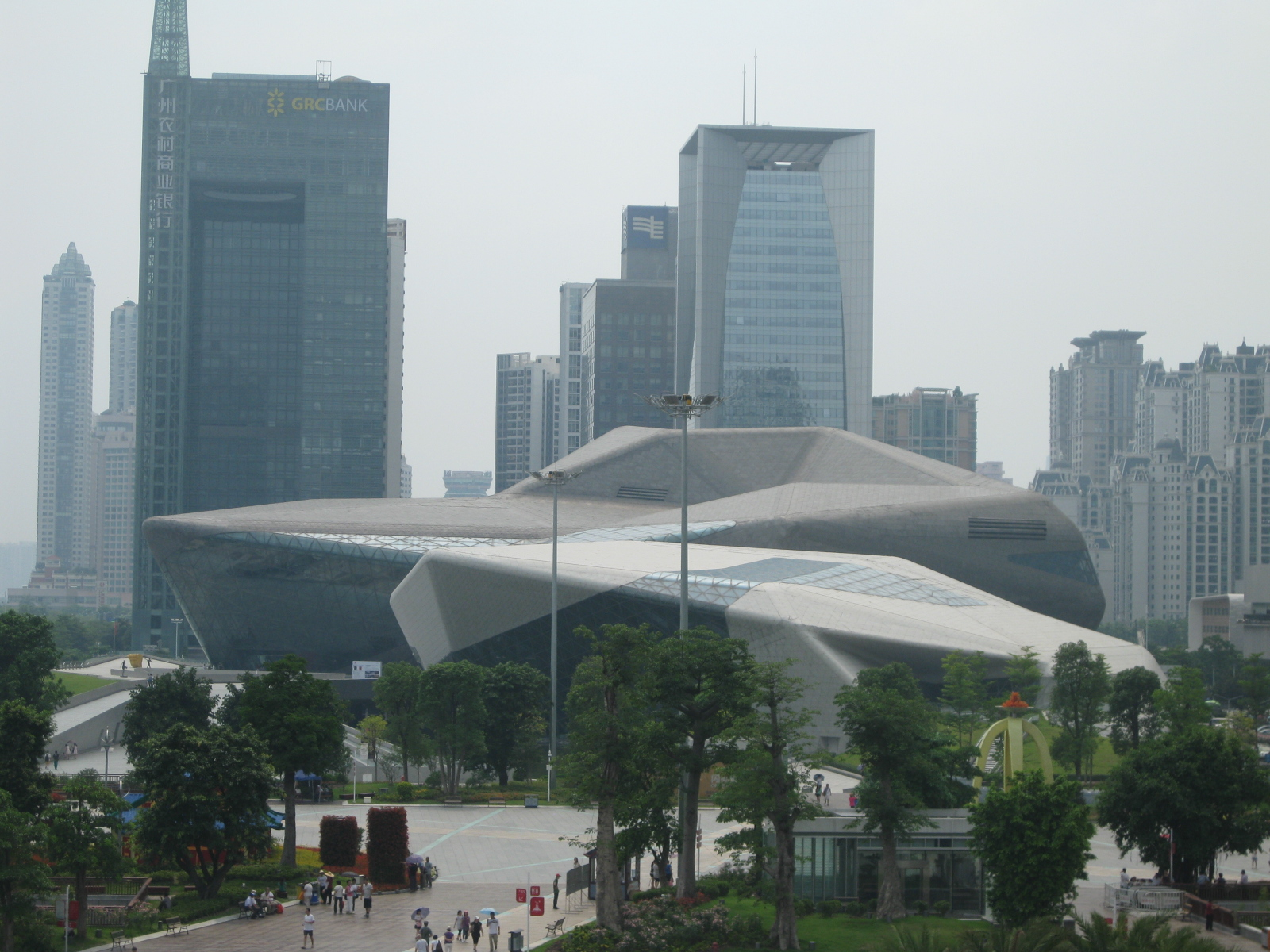
广州大剧院
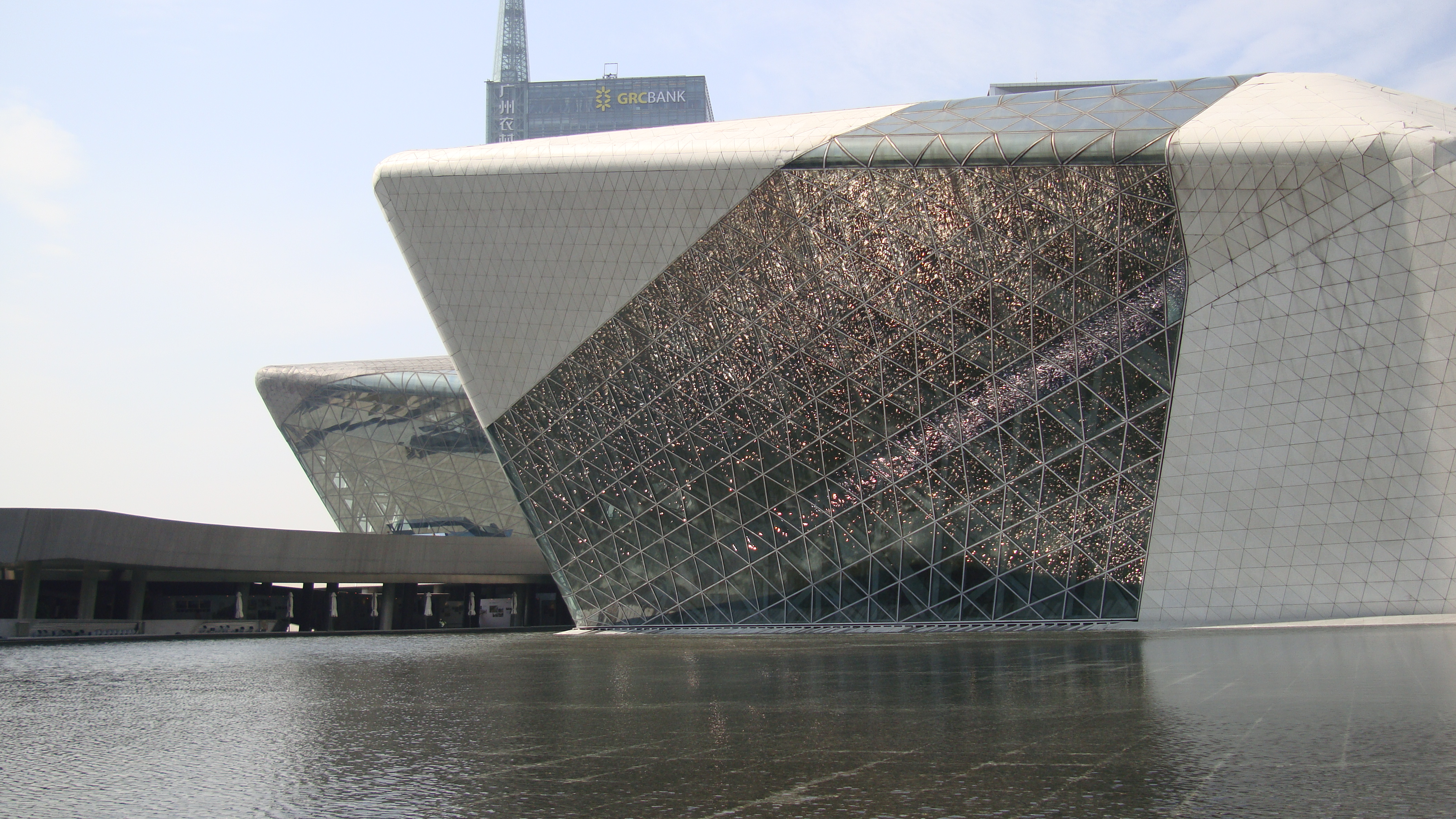
广州大剧院近景

2010年5月18日，广东省博物馆新馆落成并对公众开放，以传统岭南特点设计，拥有多个展览厅，介绍广东省的历史文化、艺术工艺、地理环境，每日可接待10,000名游客，现为广东省规模最大的博物馆  。广州市第二少年宫已经启用，设有外语、电脑，美术、书法、音乐等多功能教室约90个，合唱、舞蹈排练厅7个，旨在为青少年提供一个学习音乐、舞蹈、绘画、戏曲、曲艺、体育的场所。
而总建筑面积达71,000万平方米的广州大剧院于2010年5月启用，设有一个可容纳1800人的大剧场、一个可容纳400名观众的多功能剧场及其附属录音棚、剧务用房、艺术展览厅，众多演唱会、舞台剧在此上映 。
此外，设计藏书量达400万册的广州图书馆新馆于2012年底落成。

### 医疗
斥资约5.5亿元兴建的广州市妇女儿童医疗保健中心已经启用，采用国际一流标准设计，提供约700张床位。中山大学眼科中心的珠江新城院区未来也会在比邻的地块落成。

### 教育
珠江新城现有如下的中小学：
- 天河中学（初中、高中）
- 天河中学猎德实验学校（小学、初中）
- 天河外国语学校（初中、高中）
- 南国学校（小学、初中）
- 天河第一小学
- 天河区第一实验小学
- 体育东路小学兴国学校（小学）
- 冼村小学

### 垃圾处理系统
珠江新城设有国际先进的垃圾真空管道收集系统，39栋商业建筑及大型商业广场每天产生的约300吨生活垃圾，只要投入垃圾投放口，就能通过真空吸力，从密封管道收集到中央收集站。

## 交通
珠江新城拥有较完备的交通网络。其中，广州大道向北可前往白云区，向南可往海珠区乃至番禺区。而黄埔大道将内环路和环城高速连接起来。此外，通过华南快速干线，向北可到白云区、花都区，向南可到达番禺、南沙等地。
珠江新城与海珠区隔江相望，现在有广州大桥、猎德大桥及华南大桥连接两地。展望未来，还将新建马场路－海洲路隧道，通过这条隧道，可达到广州国际会议展览中心。

### 主要道路

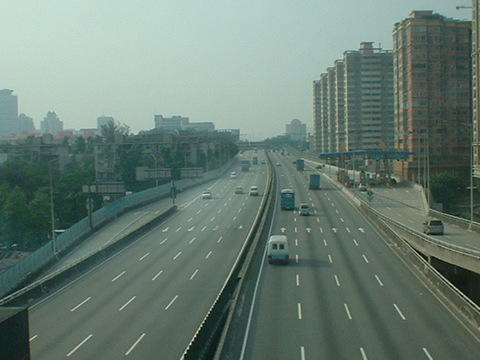
华南快速干线于珠江新城的路段

| 东西走向 - 黄埔大道 - 金穗路 - 花城大道 - 临江大道 | 南北走向 - 广州大道 - 华夏路 - 冼村路 - 猎德大道 - 马场路 |

### 高速公路
- 华南快速干线

### 过江桥梁
- 广州大桥
- 猎德大桥
- 华南大桥

### 隧道

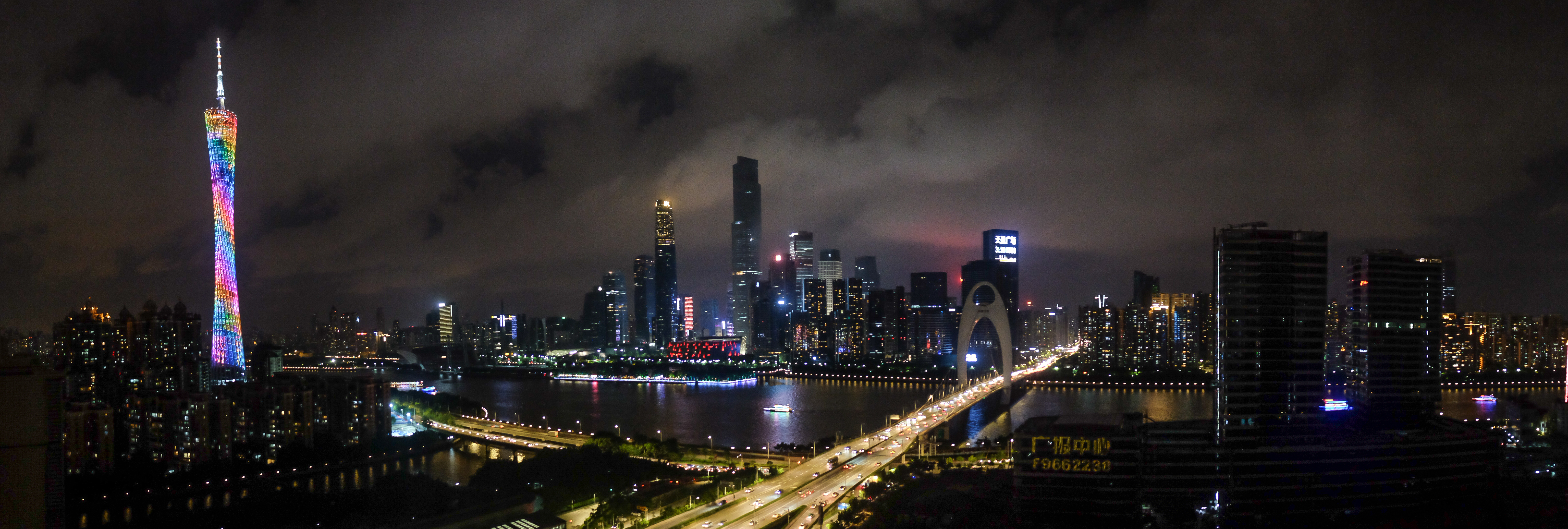
珠江新城夜景，猎德大桥连接珠江南北两岸

| 道路下沉隧道 - 金穗路隧道 - CBD隧道 - 临江大道隧道 - 新中軸隧道 | 过江隧道（规划中） - 马场路－海洲路隧道 |

### 公共交通

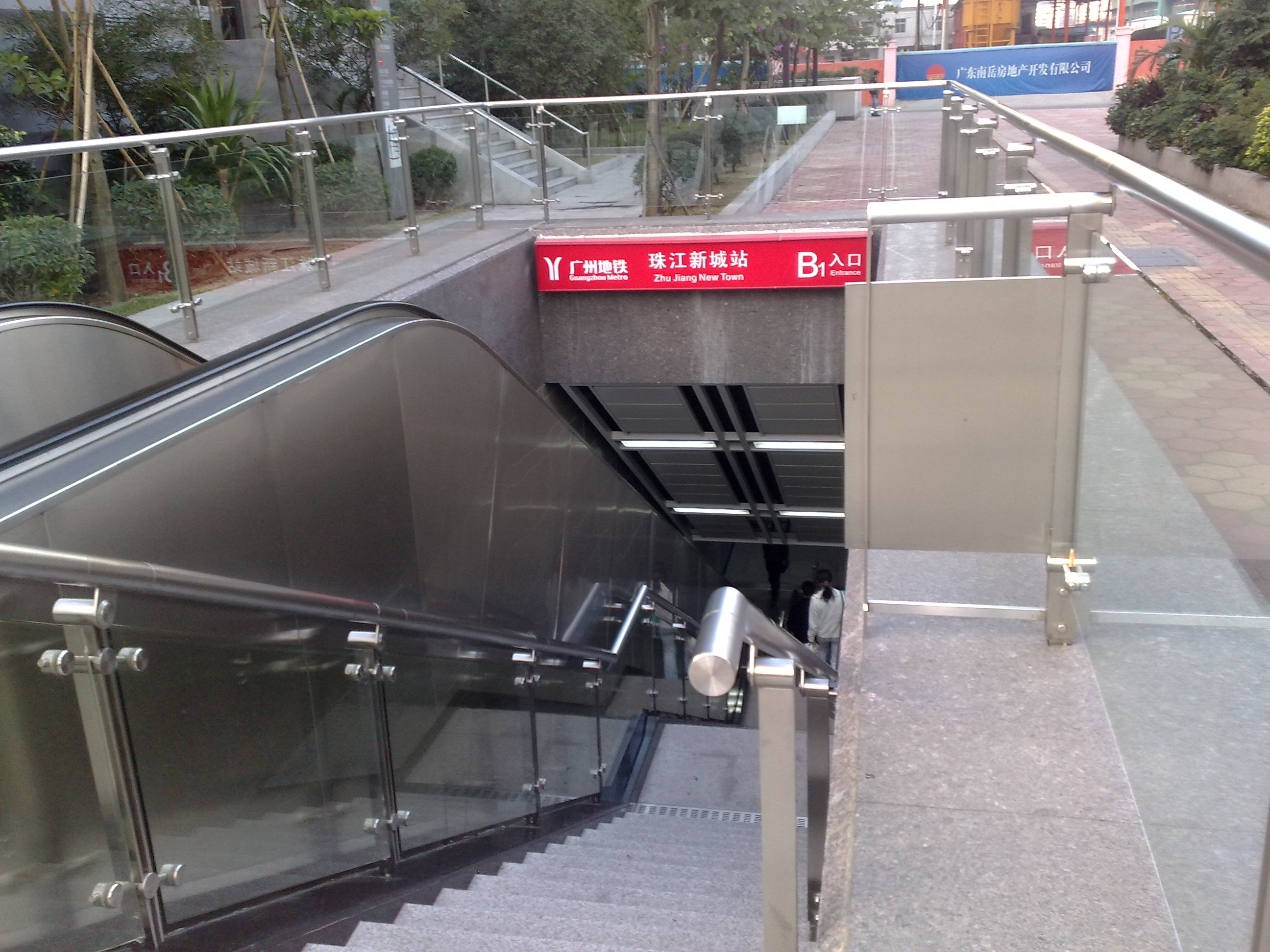
珠江新城站B1入口

#### 地铁
2005年，3号线首通段开通，设有珠江新城站。2009年，5号线开通，又开设了猎德站和潭村站，服务珠江新城东面住宅区。3、5两线于珠江新城站换乘。2021年，18号线首通段开通，设有冼村站。2025年，10号线首通段开通，設有楊箕東站。

#### 捷运系统
耗资约21亿元人民币兴建的珠江新城旅客自动输送系统，已于2010年11月8日投入使用。全长3.88公里的线路把天河北地区、珠江新城、海心沙和广州塔连接起来，其中，黄埔大道站、妇儿中心站、花城大道站、大剧院站在珠江新城范围内。

#### 巴士及的士服务
多条主要道路均设有巴士站，其中在珠江新城地下空间，特别设有一个面积达10,000平方米的大型巴士总站和的士上落客站。

### 二层步行系统
类似香港的中區行人天橋系統，珠江新城同样规划有一个完善的行人天桥系统，计划将核心区39栋大厦连接起来，系统共设有89个出入口，其中64个连接地面，其余25个则连接地下空间。此外还设有28处自动扶梯和53处垂直电梯，达至人车分流的目的。

## 著名建筑
- 广州周大福金融中心（东塔）
- 广州国际金融中心（西塔）
- 广州市第二少年宫
- 广州大剧院
- 广州图书馆（新馆）
- 广东省博物馆（新馆）
- 珠江城大廈
- 广晟国际大厦
- 越秀金融大厦
- 广州银行大厦
- 利通广场
- 粵海金融中心
- 太平洋金融大廈
- 恒大中心
- 富力中心
- 合景国际金融广场
- 富力盈凯广场
- 富力盈隆广场
- 富力盈信大廈
- 富力盈通大廈
- 富力盈力广场
- 珠江投资大厦
- 广州富力君悦大酒店
- 高德置地广场（春、夏、秋、冬四期）
- 广东全球通大厦
- 侨鑫国际金融中心
- 雅居乐中心
- 广州富力丽思卡尔顿酒店
- 凱華國際中心
- 环球都会广场
- 保利V座
- 花城汇（珠江新城地下空間）
- 广州信合大厦
- 广州市政务服务中心
- 广州市妇女儿童医疗中心珠江新城院区
- 中山大学附属眼科中心珠江新城院区
- 保利中心
- 发展中心
- 津滨腾越大厦
- 朱美拉公寓
- 领峰国际公寓
- 广州W酒店
- 美国驻广州总领事馆（新馆）
- 广州远洋大厦
- 建滔廣場
- 保利克洛维广场
- 天汇广场
- 天德广场
- 邦華環球廣場
- 珠控国际中心
- 越秀財富世紀廣場
- 天鑾
- 珠江頤德公館
- 保利中達廣場
- 寺右万科中心
- 廣州天河領展廣場
- 广发证券大厦
- 尚东柏悦府
- 尚东君御

- 嘉裕中心
- 哥弟大廈總部大樓
- 合景悠活集團總部